# 赖瓦瓦埃
赖瓦瓦埃（Raivavae）是法国海外集体法屬玻里尼西亞南方群岛行政区的一个市镇，领土涵盖同名岛屿。

## 地理
赖瓦瓦埃（23°52'12"S, 147°38'57"W）面积16 平方千米，位于法国海外集体法屬玻里尼西亞南方群岛。
由于赖瓦瓦埃领土为海洋中的一岛屿，故不与任何市镇接壤。

## 行政
赖瓦瓦埃的邮政编码为98750，INSEE市镇编码为98739。

## 政治
赖瓦瓦埃的现任市长为布律诺·弗洛雷斯（Bruno Flores）先生，任期为2020-2026年。

## 人口
赖瓦瓦埃于2022年时的人口数量为900人。